# Nationaal park Egmont
Het Nationaal park Egmont, gelegen op het Nieuw-Zeelandse Noordereiland is een van de meest toegankelijke parken van het land. Het middelpunt is de 2518 meter hoge Mount Taranaki/Egmont, een slapende vulkaan. De top van deze berg is vrijwel permanent bedekt met sneeuw.